# Лаленкова, Валентина Николаевна
Валентина Николаевна Лаленко́ва (в девичестве Головенькина; род. 21 января 1957 года, Свердловск) — советская конькобежка, серебряный призёр чемпионата мира в спринтерском многоборье, бронзовый призёр чемпионата мира в классическом многоборье, серебряный призёр чемпионата Европы, 2-кратная чемпионка СССР по спринтерскому многоборью (1979, 1985), 4-кратная призёр чемпионата СССР, неоднократная рекордсменка СССР. Мастер спорта СССР международного класса. Выступала за ДСО "Спартак" (Свердловск), ДСО "Спартак" (Киев).

## Биография
Валентина Лаленкова родилась в Свердловске. Стала заниматься конькобежным спортом в 1969 году, когда шестиклассница 41-й школы с подругами со двора записалась в секцию, которой руководил Виктор Григорьевич Титов. Продолжительное время больших достижений у неё не было. 
В 1972 и 1973 годах свердловская школьница выигрывала первенство РСФСР среди девушек среднего возраста в сумме троеборья.
В 1974 году впервые участвовала на чемпионате СССР в спринтерском многоборье, а в 1975 году на первенстве РСФСР среди девушек старшего возраста установила всесоюзный рекорд 2:25,2 секунды в забеге на 1500 метров в своей возрастной категории. Она была первой на дистанциях 1000 и 3000 метров и второй на 500 метров, выиграв многоборье. Ей также принадлежали всесоюзные рекорды среди девушек среднего возраста на дистанциях 1000, 1500, 3000 метров и в сумме многоборья.
В январе 1976 года дебютировала на юниорском чемпионате мира с 6-м местом в многоборье, а в феврале Валентина заняла второе место в многоборье на чемпионате ДСО профсоюзов среди юниоров. Только в 1977 году Валентина попала на подиум чемпионата страны, заняв 3-е место в классическом многоборье. В феврале на мемориале Я. Мельникова свердловская спартаковка установила сразу четыре всесоюзных рекорда среди юниоров на дистанциях 500, 1000, 3000 метров и в многоборье. 
Валентина дебютировала в 1978 году на чемпионате мира в классическом многоборье и заняла 5 место, выиграв при этом в беге на 500 м. В том же году стала серебряным призёром в спринте на чемпионате СССР. На чемпионате мира в Гааге в 1979 году заняла снова 5-е место в многоборье, а также выиграла чемпионат СССР в спринтерском многоборье. В 1980 году на чемпионате мира по классическому многоборью заняла 8-е место, а на чемпионате мира по спринтерскому многоборью — 10-е место .
В том же 1980-м на зимних Олимпийских играх в Лейк-Плэсиде заняла 11-е место в беге на 1000 м и 17-е место в беге на 3000 м. Сезон 1980/81 Валентина пропустила из-за беременности, тогда же в 1981 году она родила первого сына. Она стала тренироваться, когда сыну было 2 месяца и уже в декабре 1981 года участвовала в чемпионате страны. На чемпионате Европы 1983 года заняла 16-е место в многоборье, после падения на дистанции 1000 м, но стала бронзовым призёром чемпионата мира в Хемнице в многоборье.
В 1984 году Валентина стала серебряным призёром чемпионата Европы в Алма-Ате. На чемпионате мира в классическом многоборье заняла 8-е место, а на чемпионате мира по спринтерскому многоборью стала серебряным призёром, на вторых 500 метрах взяла золото, на остальных дистанциях — серебряные медали. На зимних Олимпийских играх в Сараево заняла 4-е место в беге на 1000 м, 6-е место в беге на 1500 м и 8-е место в беге на 3000 м. Через год выиграла чемпионат СССР в спринте во второй раз и на чемпионате мира по спринтерскому многоборью заняла 8-е место. В 1985 году завершила карьеру.

## Личная жизнь и семья
Валентина Лаленкова замужем с 1978 года за Алексеем Лаленковым - рекордсменом мира среди юниоров и многократным призёром международных соревнований в спринте. Окончила в 1985 году Киевский государственный институт физической культуры. После Чернобыльской аварии в 1986 году вместе с мужем и ребёнком переехали в Ангарск. С 1986 по 1995 год работала в Ангарске в спортклубе «Ермак» старшим инструктором в бассейне. С 1995 года - преподаватель Иркутского областного училища Олимпийского резерва (Ангарск). Награждена орденом «Трудового красного знамени». В 2012 году стала депутатом Думы города Ангарска. Директор «Училища Олимпийского резерва» в Ангарске. с 2012 по 2017 год. С 2015 по 2020 год депутат Думы Ангарского городского округа первого созыва. Старший сын — конькобежец международного класса Евгений Лаленков. Младший Дмитрий 1986 года рождения.